# Mekong Auto
Mekong Auto Corporation est un constructeur automobile vietnamien dont le siège social est implanté à Hô Chi Minh-Ville (ex Saïgon). La société a été créée en 1991, et a produit sa première voiture dans l'usine de Cuu Long Auto le 20 mai 1992. Le constructeur japonais de machines « Saeilo Japan Inc » en est le principal actionnaire avec 51 % du capital. La société a ouvert son usine Co Loa Auto à Hanoï en 1993.
L'entreprise travaille pour le groupe italien FIAT S.p.A.. Elle produit des voitures FIAT et des camions IVECO. Elle a également des accords de coopération avec le constructeur nord-coréen Pyeonghwa Motors et le sud-coréen SsangYong Motor Company.

## Histoire

### L'industrie automobile au Vietnam
La première voiture quatre places construite au Vietnam du Nord est sortie de l'usine Chiên Thang à Hanoï le 21 décembre 1958. C'était un modèle inspiré (de très très loin) par la Renault Frégate mais, en raison de la guerre, la voiture baptisée "Chiên Thang" ("Victoire ou Triomphe" en français), n'a jamais été produite en série. Le modèle avait été conçu par M. Vu Van Don avec une carrosserie dans un style très américain avec de longs ailerons à l'arrière.
À la suite à l’interdiction d’importer des véhicules fabriqués en France, en réponse à la prise de position du Général de Gaulle sur le conflit américano-vietnamien en 1966, la commercialisation, par la filiale commerciale "SAEO - Société Automobile d'Extrême-Orient" fondée en 1936, durant l'occupation française, des voitures Citroën importées est mise en danger. Cette situation pousse le nouveau directeur Jacques Duchemin, nommé en février 1968, à proposer l'assemblage d'un prototype de 3 CV inspiré d’un mélange « Méhari »/« Baby brousse » baptisé « La Dalat ».
Dans les années 1970, le véhicule La Dalat est lancé, assemblé au Vietnam, par la société SAEO, renommée "Cong Ty Xe Hoi Saigon" - (Compagnie Automobile de Saïgon) en 1970, en association avec les "Chantiers et Ateliers Réunis d’Indochine - (CARIC)" qui en assurent la production. La « La Dalat », est une sorte de Méhari FAF (FAF = Facile A Fabriquer), un petit utilitaire familial très simplifié, une espèce de Baby-Brousse vietnamienne dont 40 % des composants sont locaux. Seuls le moteur, la transmission, la direction et les freins sont importés. La "La Dalat" est déclinée en 4 versions : 
- « La Dalat Safari », pickup bâché découvrable à 2 places ;
- « La Dalat — T », break familial à 3 ou 5 portes ;
- « La Dalat — R » (renforcée), réservée aux taxis, ambulances et à la police ;
- « La Dalat — RN » (suspensions latérales renforcées) version allongée conçue pour le transport de passagers sur deux banquettes face à face.

Les ventes ont été estimées à moins de 1 000 exemplaires par an entre 1970 et 1975, moins de 4 000 exemplaires au total selon certaines sources, 3 880 selon d'autres, 2 895 exemplaires selon les archives Citroën. La chute de Saïgon et le départ des américains du pays ont sonné le glas de la Dalat, dont la fabrication a cessé en 1975.
Caractéristiques techniques de La Dallat : 
- dimensions : longueur = 403 cm, largeur 151 cm ;
- moteur 4 temps, 2 cylindres de 602 cm3 Citroën 31 ch DIN, refroidissement par air ;
- traction avant, 4 roues indépendantes avec interaction entre roues avant et arrière, 4 amortisseurs hydrauliques, pneus 135 x 380X ;
- freins hydrauliques sur les 4 roues ;
- embrayage (centrifuge en option) ;
- circuit électrique : 12 volts ; alternateur ;
- consommables : huile carter moteur 2,7 L ; carter boîte de vitesses 1 L ;
- vitesse maximum 100 km/h ;
- consommation 6,5 L au 100 km à une vitesse moyenne 80 km/h ;
- petit utilitaire léger 3 ou 5 places et plateau de chargement, construit sur une base de 2 CV ;
- poids à vide : 730 kg ; total en charge : 1 180 kg ; charge utile : 430 kg ; surface de chargement avec siège arrière replié : 1 m2 ; volume utile : 900 dm3.

En 1990, le gouvernement vietnamien accorde des licences d'exploitation à des coentreprises automobiles et à des constructeurs automobiles. En 1991, deux entreprises à capitaux étrangers : Hoa Binh Automobile Joint Venture Enterprise et Mekong Auto Joint Venture Company sont créées.

## La société Mekong Auto Corporation

### Fondation

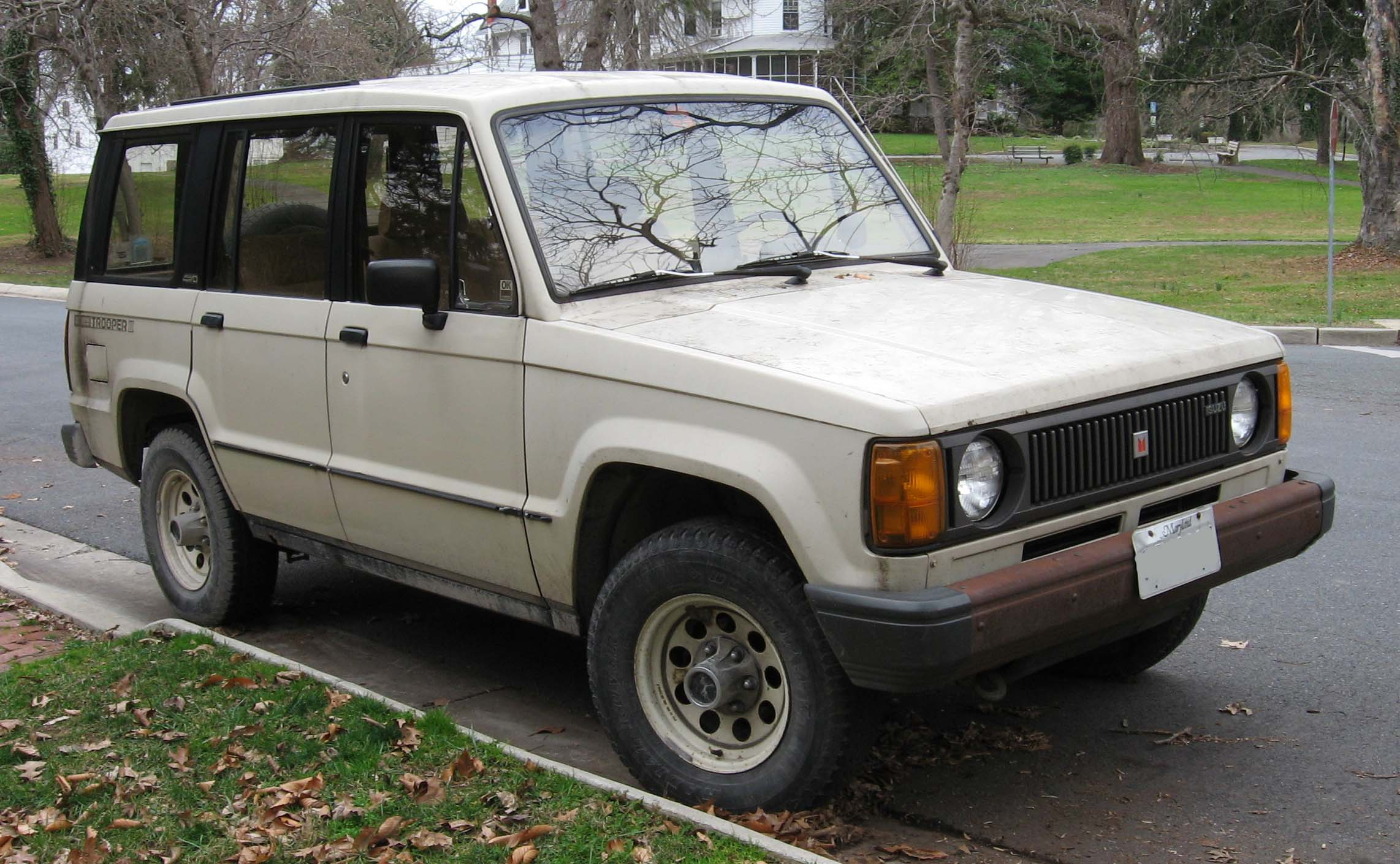
Mekong Stars-4WD (Isuzu Trooper MkI sous licence)

La société a été officiellement fondée le 22 juin 1991, avec la licence gouvernementale 208/GP.
Il s'agissait de la première coentreprise industrielle automobile au Vietnam, détenue à 51 % par la société japonaise Saelio Machinery Company Inc.. 
Dès sa création, l'entreprise connait des difficultés inattendues. Le pays était encore en guerre civile et l'usine, construite dans les années 1930, était en mauvais état et nécessitait des travaux de rénovation importants, qui dévoraient de fortes sommes qui ne pouvaient être investies dans l'outil de production qui peinait à démarrer. Cette situation aurait conduit l'entreprise à la faillite si, bien que société privée, elle n'avait pas réussi à obtenir l'aide du gouvernement.
Le 20 mai 1992, Mekong Auto Corp. lance son premier modèle assemblé en CKD à l'usine de Cuu Long, la Mekong Stars-4WD, un Isuzu Trooper 4x4 1re génération assemblé sous licence, équipé d'un moteur diesel et une transmission fournis par SsangYong,.
En 1993, la société inaugure l'usine de Co Loa à Hanoï construite avec l'aide de la collaboration technique des sociétés étrangères italiennes FIAT et IVECO et coréennes SsangYong Motor Company et PMC.
Avec les incitations de la politique Doi Moi, la production automobile a décollé à partir du milieu des années 1990, avec la création de nouvelles coentreprises avec General Motors (1993), Mitsubishi (1994), Ford (1995), Isuzu (1995), Mercedes (1995), Toyota (1995) et Hino (1996) qui fait progresse la production et la vente de pièces détachées.
Mekong Auto s'approvisionne en composants automobiles auprès de 36 pays et sécurise son approvisionnement grâce à divers accords et coentreprises. L'usine elle-même assemble uniquement des kits CKD pour éviter les taxes douanières pour l'importation d'automobiles qui s'élevaient à 83 %.
En 1993, le constructeur italien de poids lourds IVECO devient le premier investisseur étranger dans la société et Mekong Auto débute l'assemblage, l'importation et la distribution des véhicules IVECO au Vietnam. En juin 1995, une nouvelle coentreprise est créée avec le groupe automobile italien FIAT S.p.A. qui va déboucher, en juillet de la même année, sur une licence pour l'assemblage local des modèles FIAT Tempra et Siena. 
En janvier 1997, une autre coentreprise est créée avec le constructeur coréen SsangYong Motor Company pour assembler la SsangYong Musso, véhicule destiné principalement aux responsables du parti. L'assemblage du SUV Stars 4WD est arrêté, faute de composants, SsangYong ayant arrêté la production du Musso, remplacé par le SsangYong Korando.
À partir d'octobre 1999, Mekong Auto transforme ses véhicules pour un usage militaire et médical et importe de nombreux modèles de minibus, autocars et camions de plusieurs constructeurs étrangers.
Avec le nouveau millénaire, la direction de l'entreprise décide de lancer de nouveaux modèles. L'ancien SsangYong Musso est remplacé par une version actualisée, baptisée "SsangYong Musso Libero", pour le marché intérieur. La FIAT Doblò est produite en série à partir de janvier 2000 et rencontre un franc succès, tant en version familiale qu'utilitaire léger. Deux ans plus tard, en 2002, Mekong Auto lance la FIAT Albea pour remplacer la Tempra, malgré le succès toujours élevé de cette berline. 
Au printemps 2004, Mekong Auto crée une coentreprise avec le constructeur nord-coréen Pyeonghwa Motors et met fin à sa coentreprise avec KG Mobility (ex SsangYong Motor Company) en fin d'année. La Pyeonghwa Pronto DX 7 places de milieu de gamme, sœur de la Dandong Shuguang chinoise et équivalente à la Pyeonghwa Ppeokkugi II nord-coréenne, vient enrichir la gamme. Dans la catégorie des véhicules utilitaires, Mekong présente le pick-up Pyeonghwa Premio DX, destiné spécifiquement aux entreprises et aux agriculteurs.
En septembre 2004, Mekong Auto Corporation présente son premier véhicule développé en interne, le Pyeonghwa Premio MAX. À la même époque, General Motors, via sa filiale Chevrolet, souhaitait pénétrer le marché vietnamien avec son Chevrolet Colorado. Les deux véhicules se ressemblant énormément, les deux entreprises s'accusent mutuellement d'espionnage industriel et de contrefaçon mais aucune des deux entreprises n'a engagé de poursuites judiciaires. Entre 2002 et 2008, le Premio MAX a été exporté en République populaire de Chine en kits pour un assemblage en CKD sous les noms de FAW ZhongNeng CA6460 S7 (SUV) et FAW Zhongneng CA1021 Z7 (pick-up) et, plus tard, comme HuangHai SG Plutus en pick-up. Depuis 2009, le modèle est vendu en Corée du Nord sous le nom de Pyeonghwa Ppeokkugi 4WD. 
En 2006, Mekong Auto a remplacé la FIAT Siena par la FIAT Grande Punto. En 2007, la production des FIAT Doblò et Albea est arrêtée, remplacées par la petite FIAT 500 et la berline FIAT Bravo II. En 2009, la Premio DX est remplacée par la Pyeonghwa Premio DX II, techniquement actualisée. Le seul nouveau modèle à compléter la gamme est la Pyeonghwa Pronto GS qui a remplacé la génération DX. Visuellement, la GS est identique au Toyota Land Cruiser Prado 120. Le plus récent modèle utilitaire assemblé par Mekong Auto, depuis janvier 2011, est le Pyeonghwa Paso 990, une copie du DFM Mini Truck EQ 1020 avec des carrosseries type fourgon fermé, pour le marché local. Les composants sont fournis par le constructeur chinois Dongfeng Motor Corporation. Le Premio DX II est également disponible en version pick-up bâché.
La société Mekong Auto Corporation a disparu en fin d'année 2017.

### Actionnaires
- Saeilo Machinery Japan Inc. (Japon) : 51 %
- Sae Young International Inc. (Corée du Sud) : 19 %
- Veam (Vietnam) : 18 %
- Sakyno (Vietnam) : 12 %

### Dirigeants
- Président : Sang Kwon Park
- Vice-présidents : Charles Young Lee, Nguyễn Thanh Giang, Motoo Furuta, Huỳnh Ngọc Ẩn
- Membres du conseil consultatif de la Commission : Kim Moo Tea, Sadao Koyanagi, Đào Thị Minh Vân, Shinji Yamane, Lê Trọng Can.

## Modèles
- Mekong Stars-4WD (1992-1997)
- FIAT Siena (1995-2005)
- FIAT Tempra (1995-2002)
- SsangYong Korando (1997-2005)
- SsangYong Musso (1997-1999)
- SsangYong Musso Libero (1999-2005)
- FIAT Doblò (2000-2007)
- FIAT Albea (2002-2007)
- Pyeonghwa Premio DX (2004-2009)
- Pyeonghwa Pronto DX (2004-2009)
- Pyeonghwa Premio MAX (2004-2017)
- FIAT Grande Punto (2005-2017)
- FIAT 500 (2007-2017)
- FIAT Bravo II (2007-2017)
- Pyeonghwa Premio DX II (2009-2017)
- Pyeonghwa Pronto GS (2009-2017)
- Pyeonghwa Paso 990 (2011-2017)

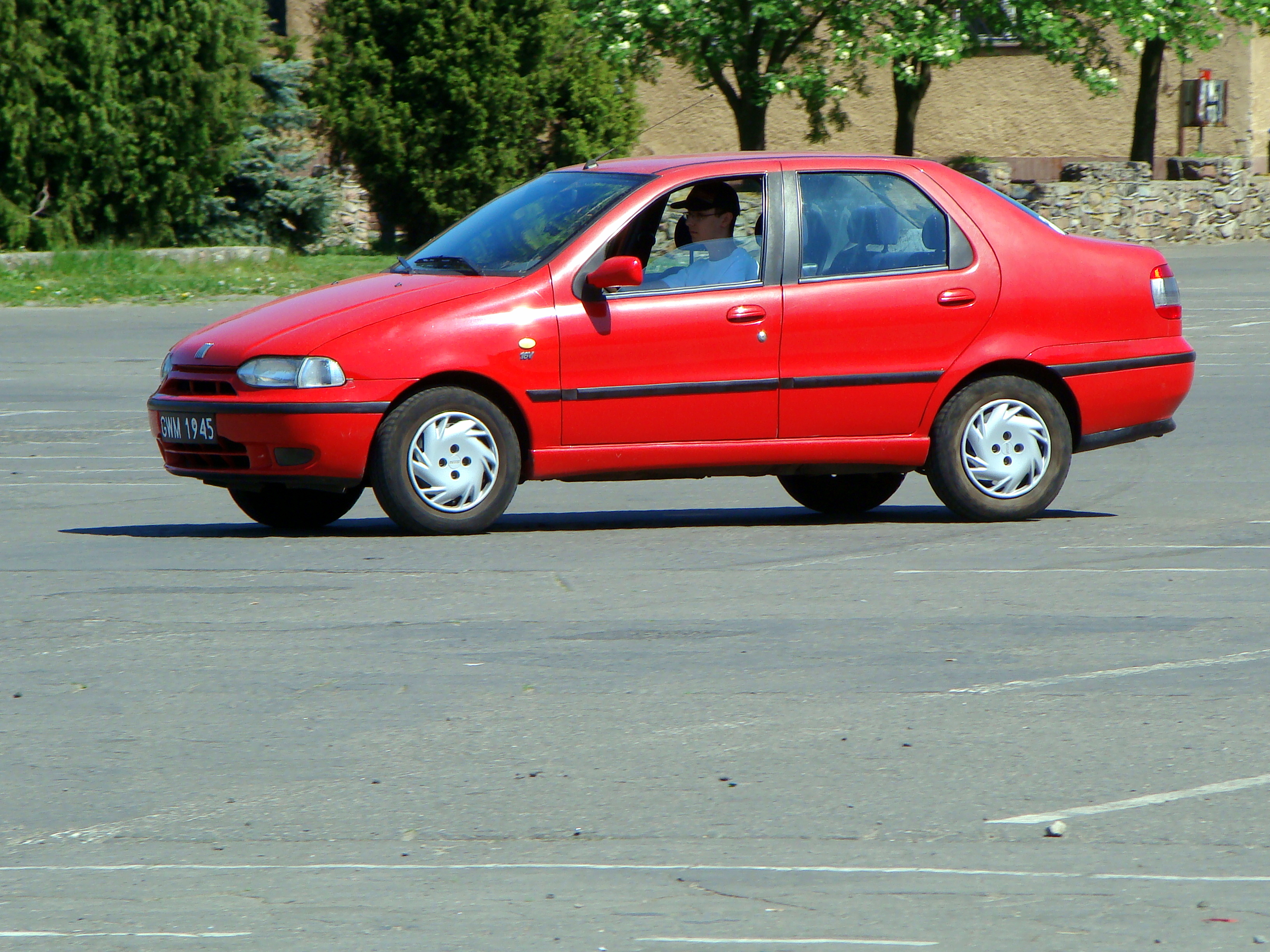
FIAT Siena Mk1
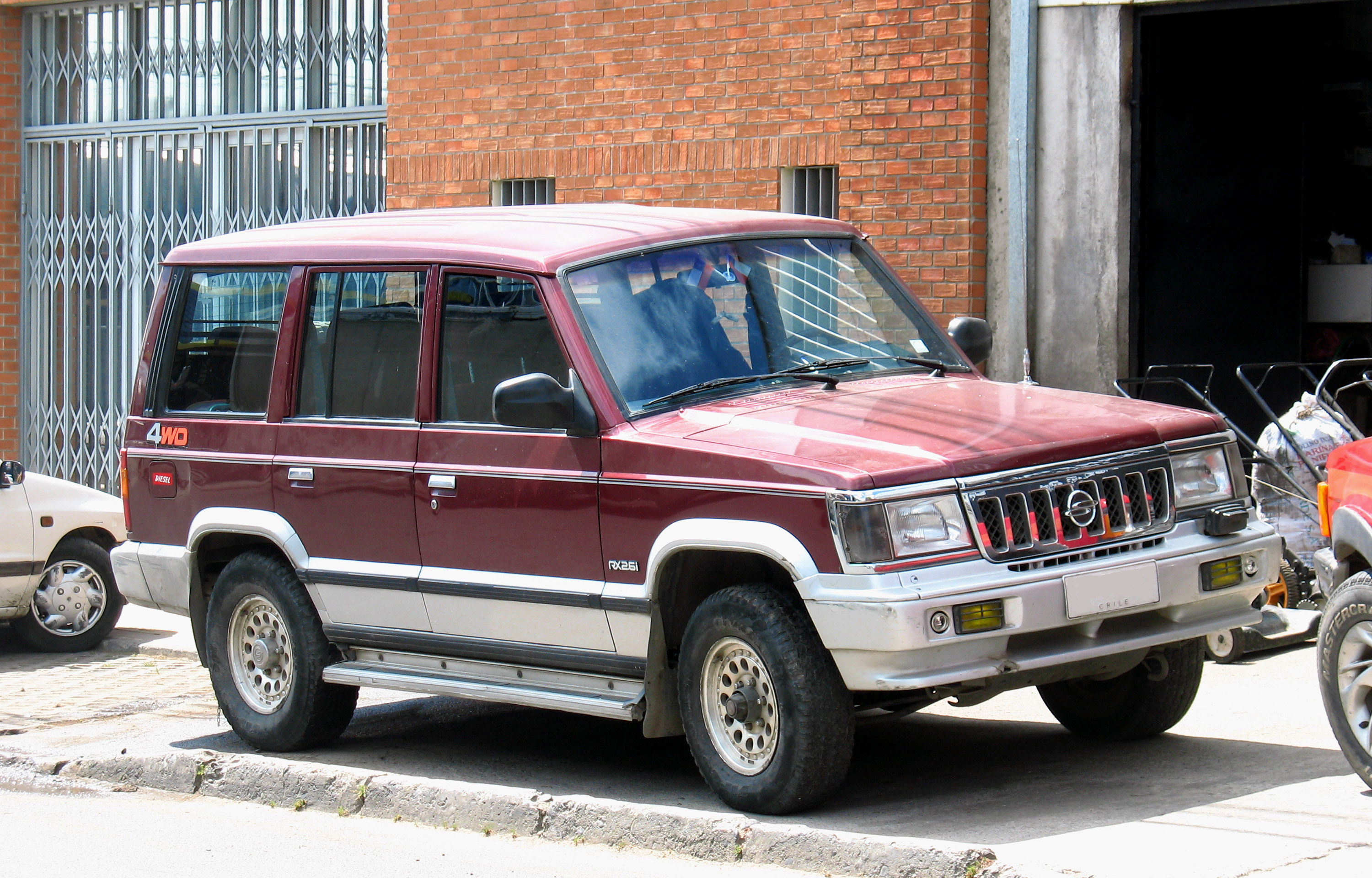
Ssangyong Korando
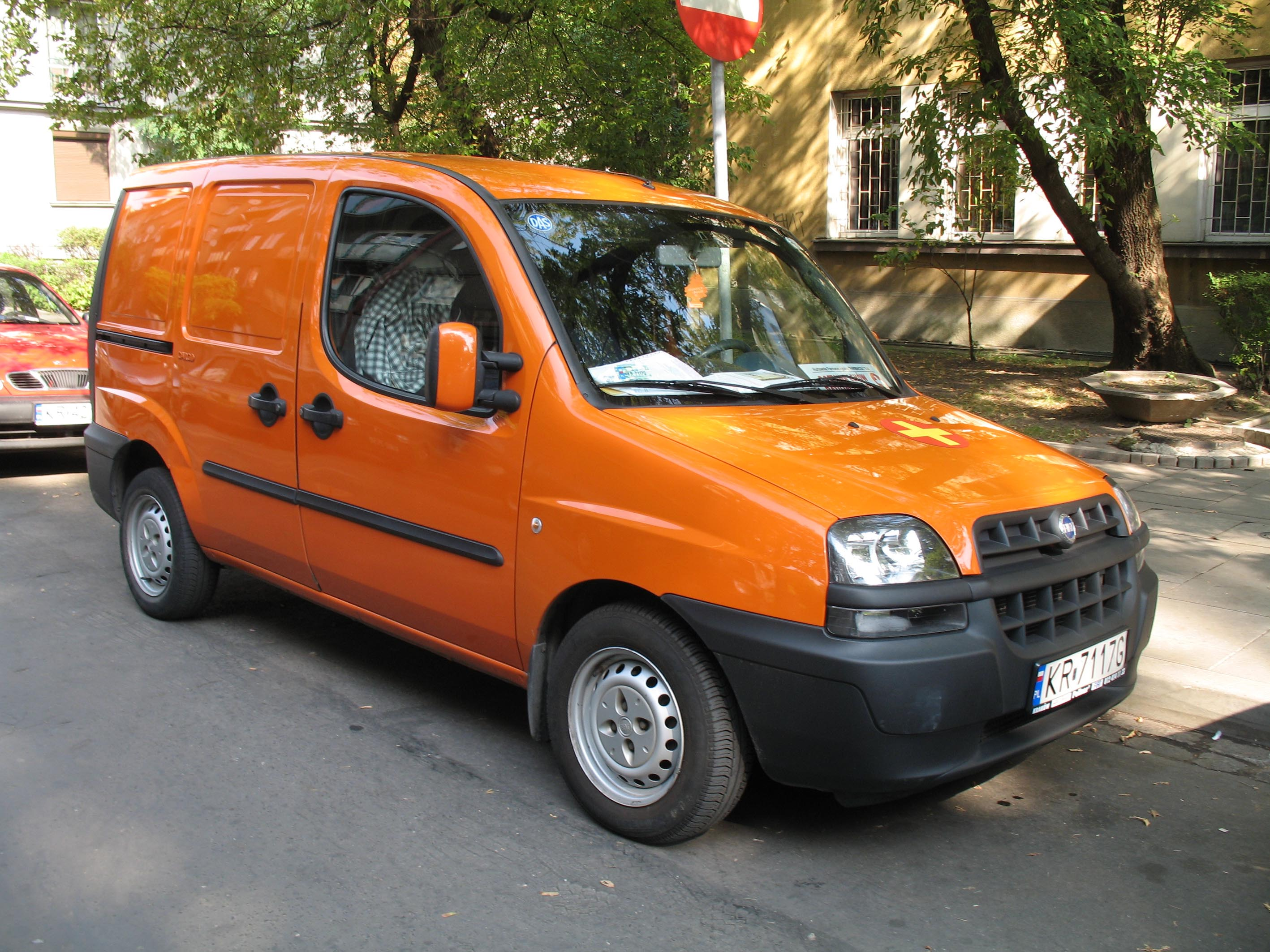
FIAT Doblò Mk1
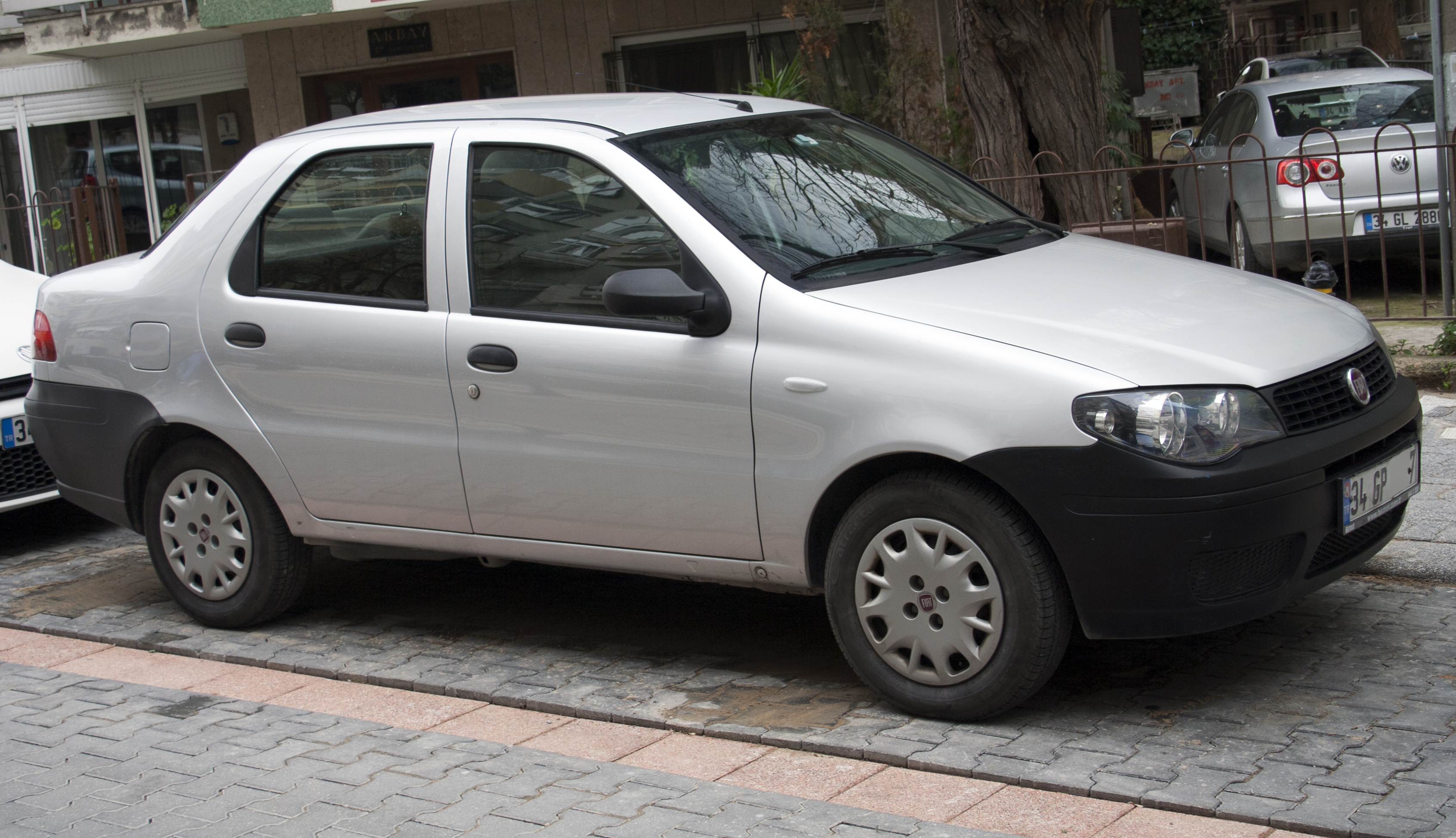
FIAT Albea
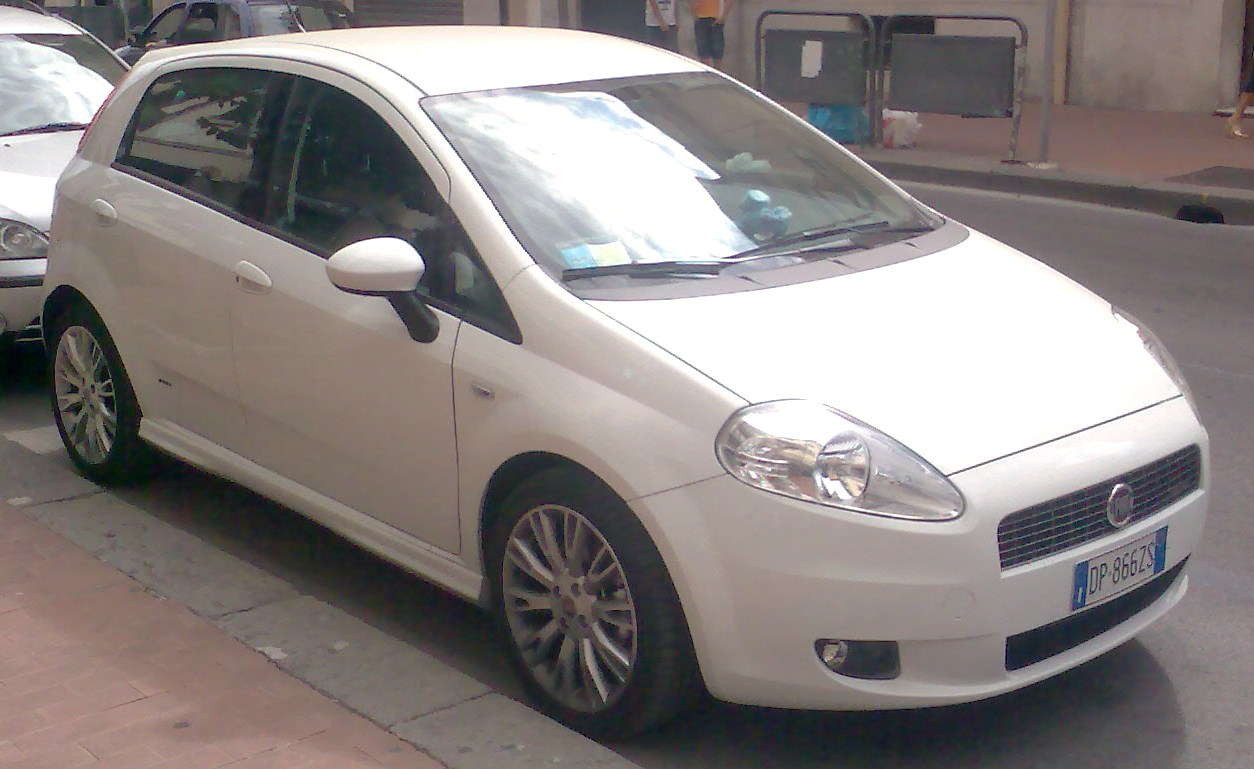
FIAT Grande Punto
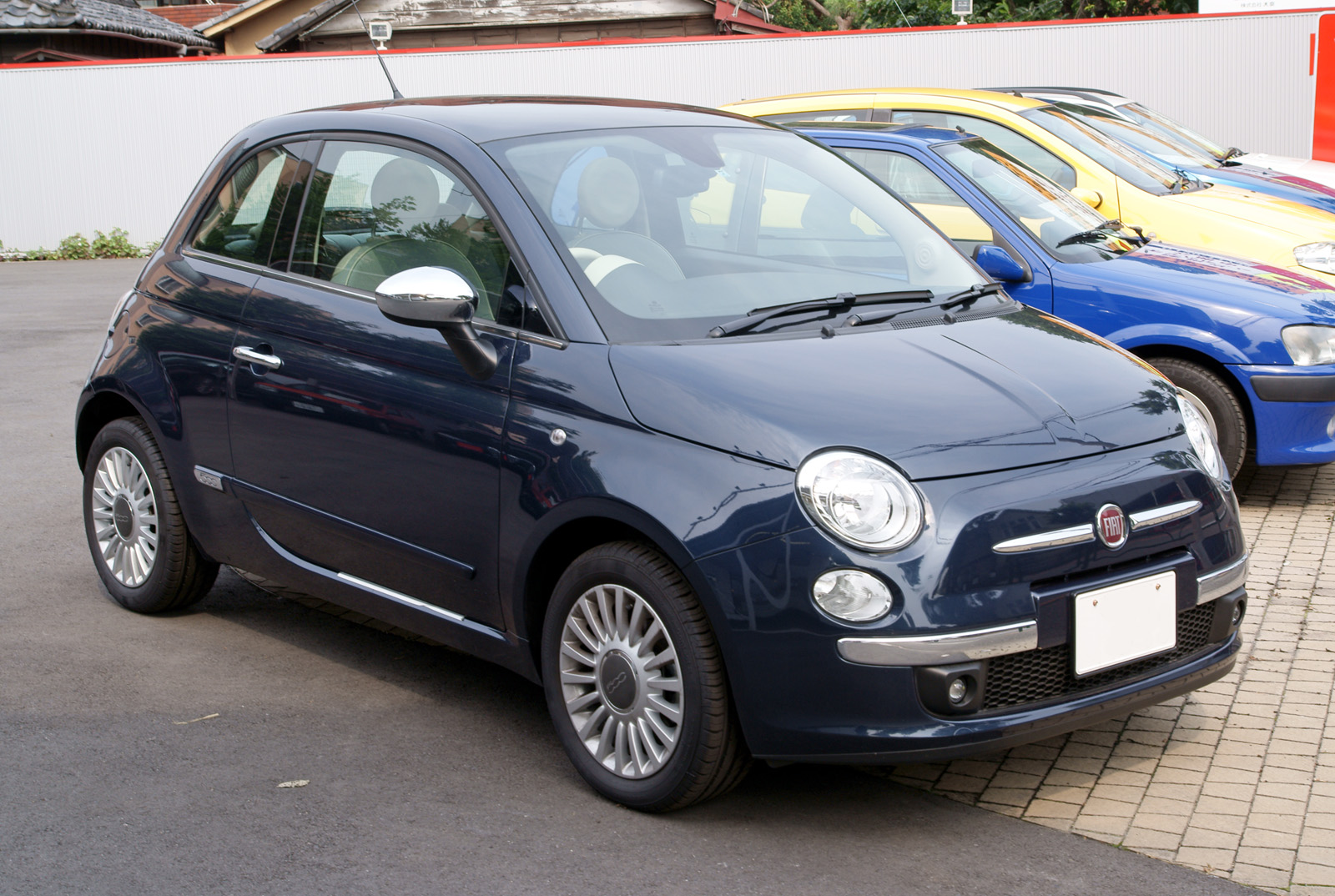
FIAT 500
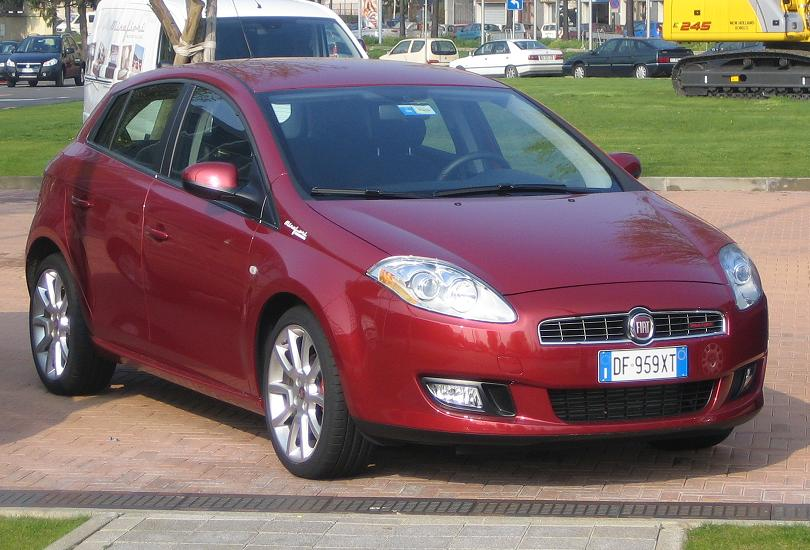
FIAT Bravo II
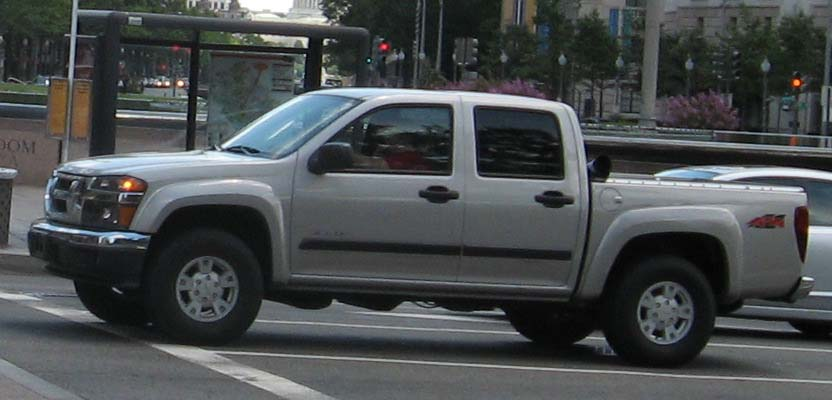
Pyeonghwa Premio MAX
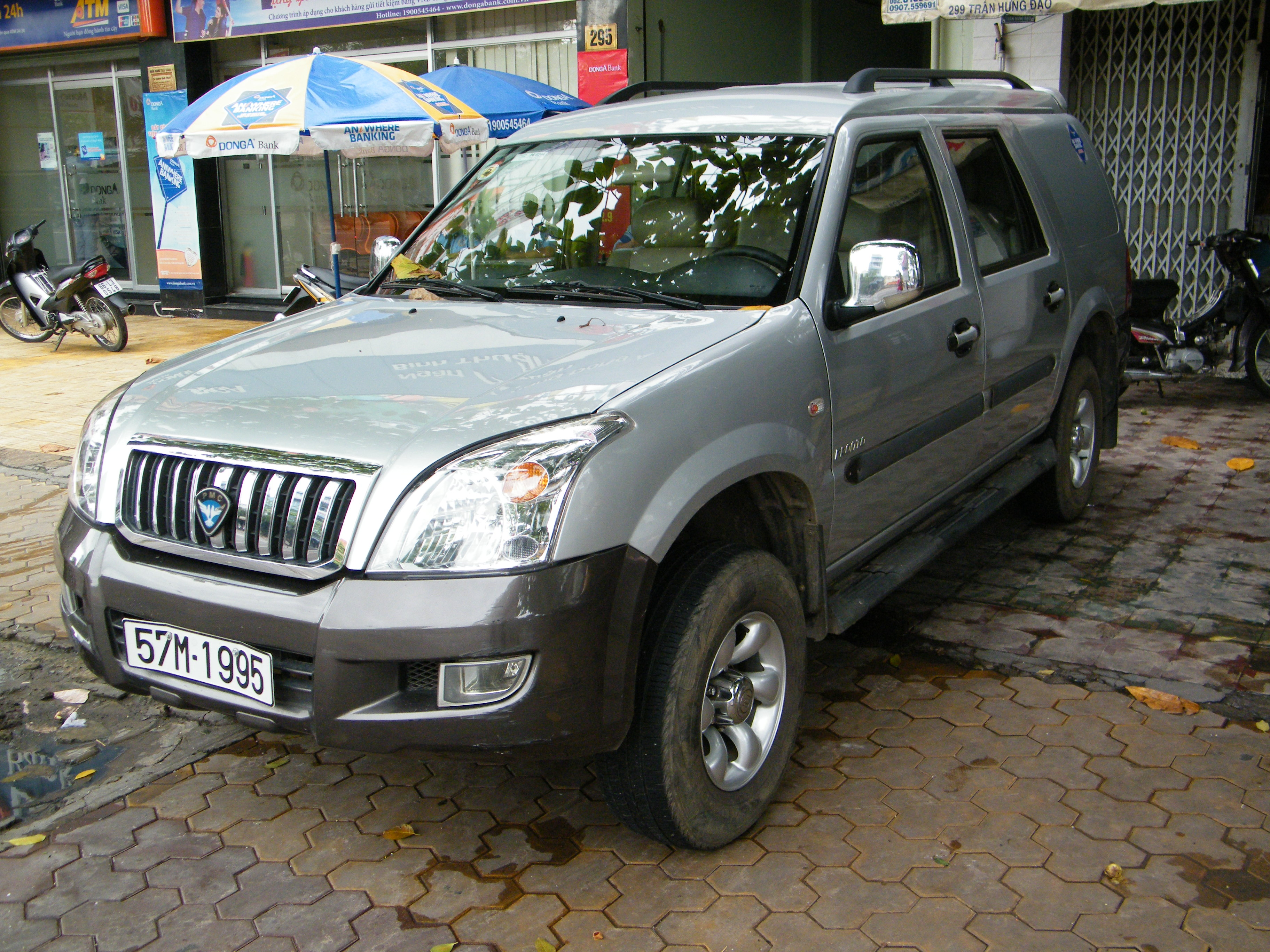
Pyeonghwa Pronto GS
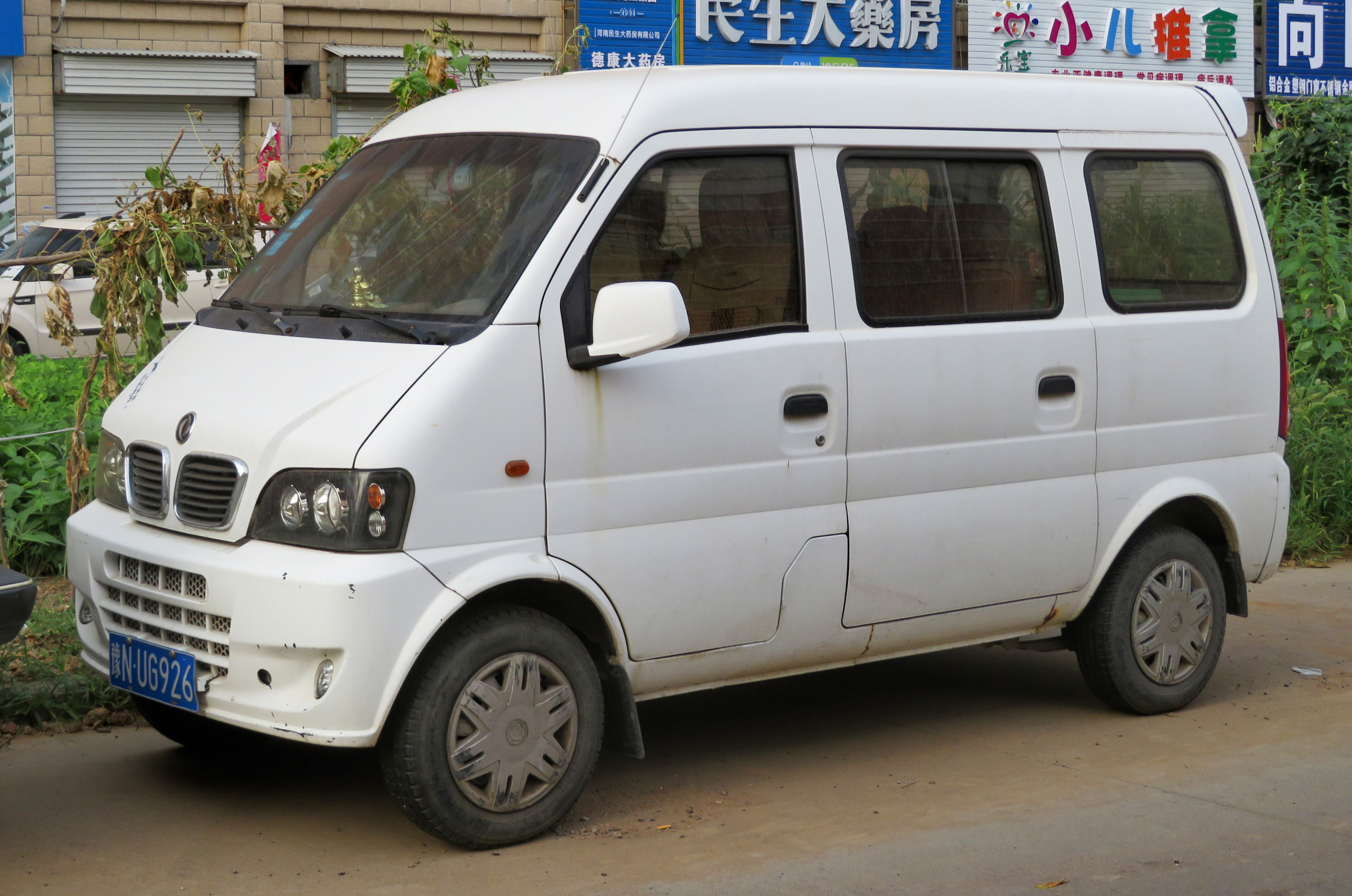
Pyeonghwa Paso 990